# 2012년 하계 올림픽 우즈베키스탄 선수단
2012년 하계 올림픽 우즈베키스탄 선수단은 2012년 7월 27일에서 8월 12일까지 영국 런던에서 열린 2012년 하계 올림픽에 참가한 올림픽 우즈베키스탄 선수단이다.

## 출전 선수
| 종목   | 남자 | 여자 | 전체 |
| ------ | ---- | ---- | ---- |
| 육상   | 4    | 9    | 13   |
| 복싱   | 6    | 0    | 6    |
| 카누   | 1    | 1    | 2    |
| 사이클 | 2    | 0    | 2    |
| 펜싱   | 1    | 0    | 1    |
| 체조   | 0    | 3    | 3    |
| 유도   | 6    | 0    | 6    |
| 사격   | 0    | 1    | 1    |
| 수영   | 0    | 2    | 2    |
| 태권도 | 2    | 1    | 3    |
| 테니스 | 1    | 0    | 1    |
| 역도   | 5    | 1    | 6    |
| 레슬링 | 8    | 0    | 8    |
| 전체   | 36   | 18   | 54   |

## 같이 보기
- 올림픽 우즈베키스탄 선수단